# تاراموندی
تاراموندی دهستانی در استان آستوریاس اسپانیا است.
در این دهستان ۸۷۵ نفر زندگی می‌کنند. مساحت این دهستان ۸۲٫۱۶ کیلومتر مربع است.

## نگارخانه

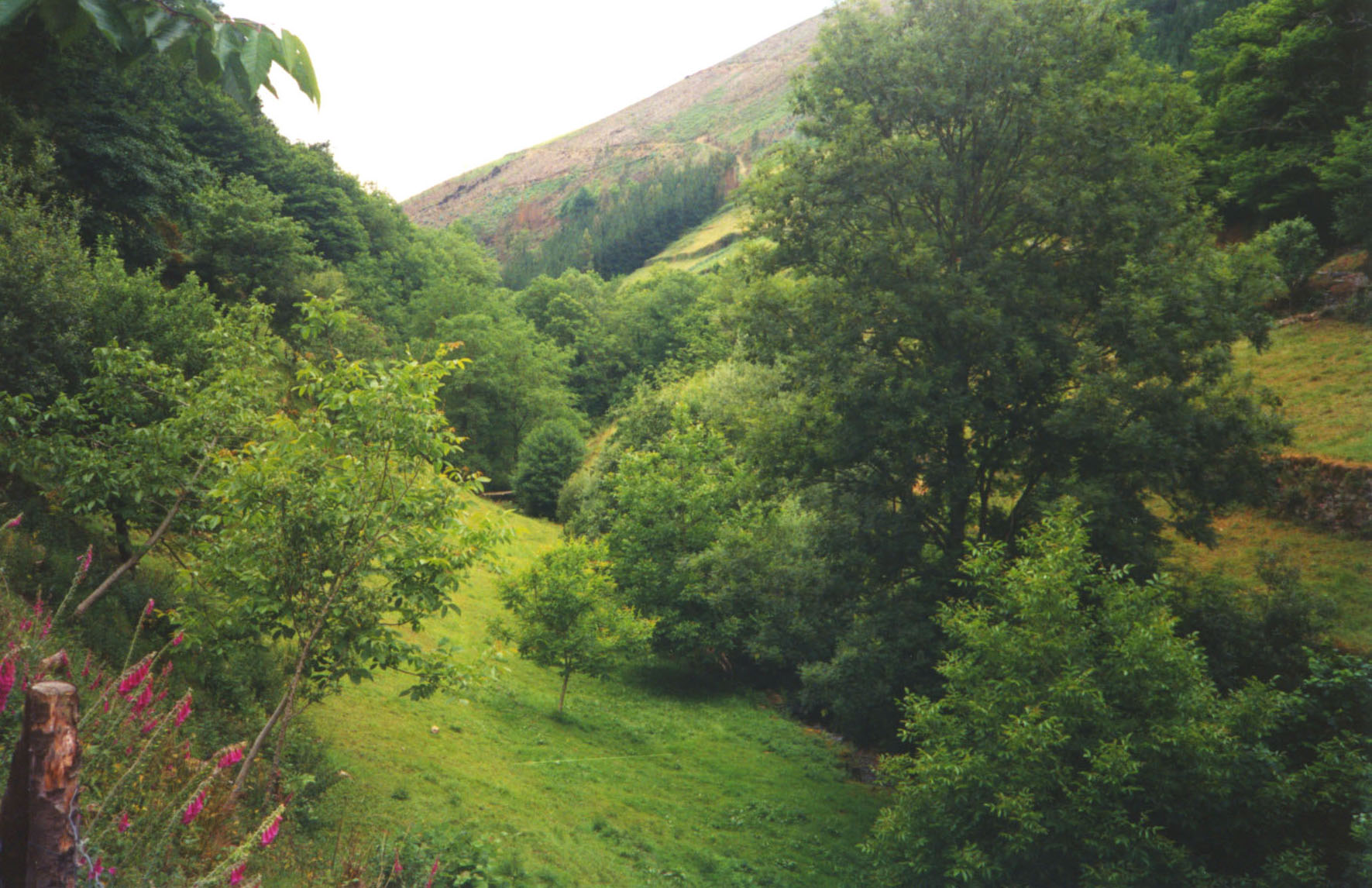
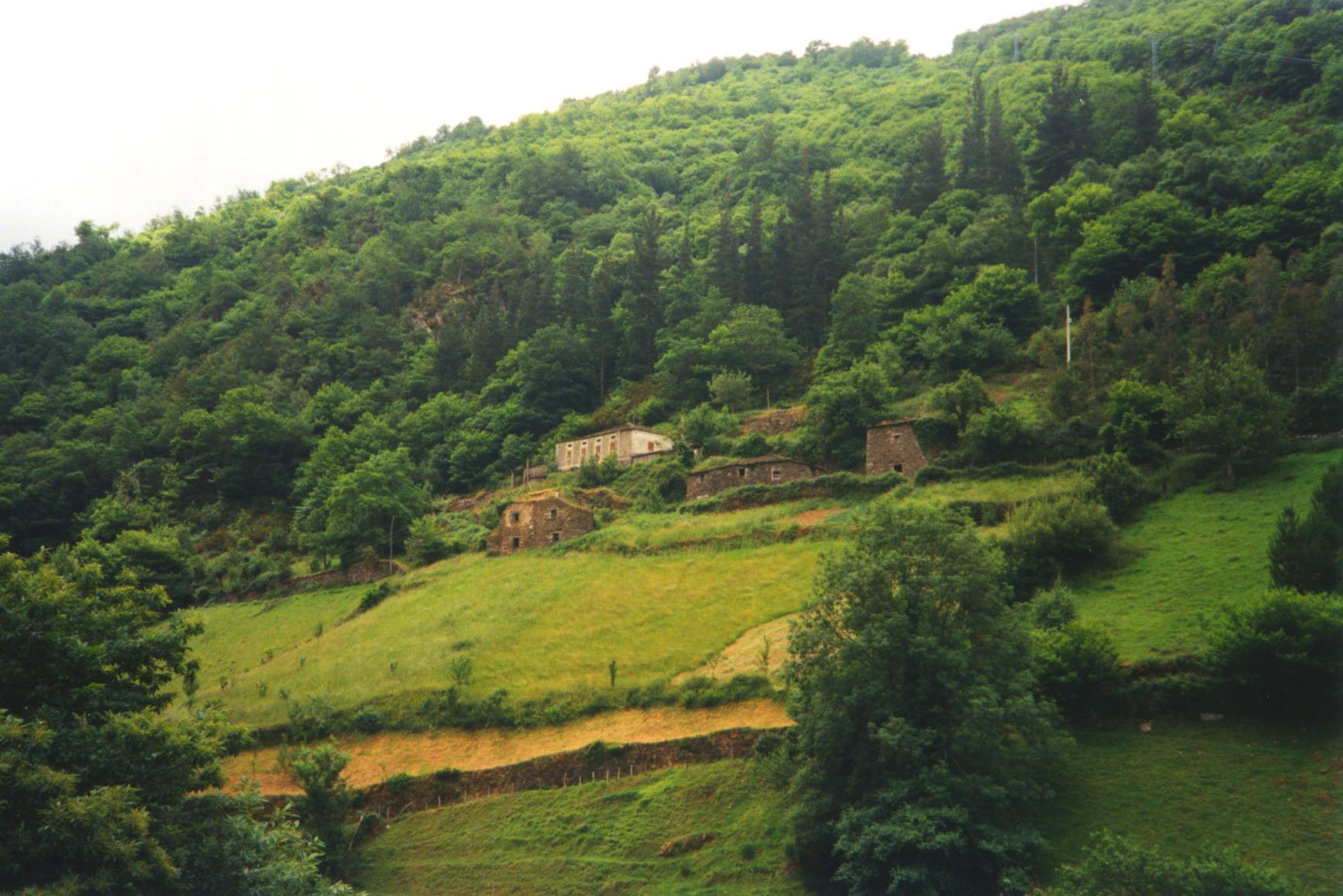
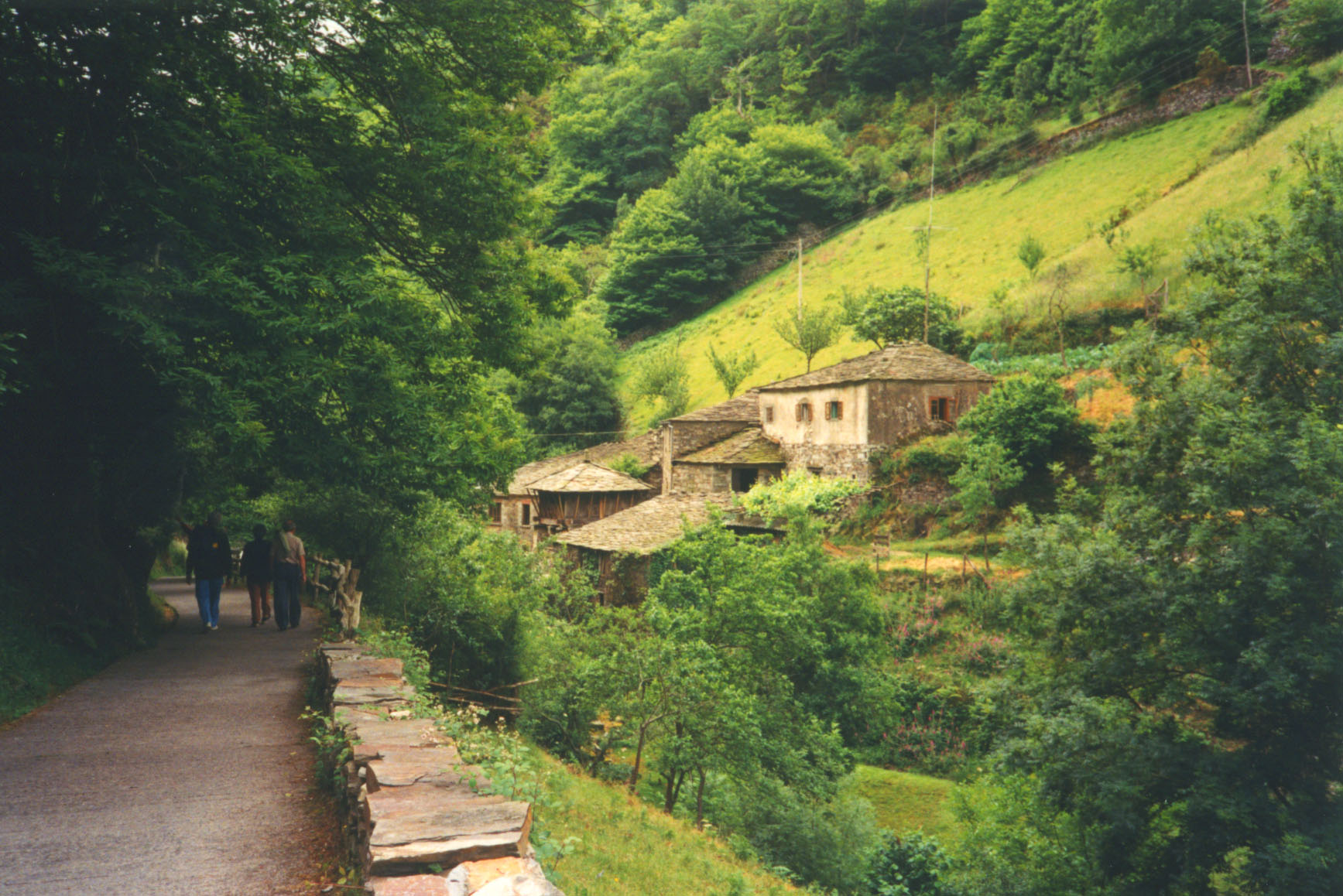